# 70
Cette page concerne l'année 70  du calendrier julien. Pour l'année 70 av. J.-C., voir 70 av. J.-C. Pour le nombre 70, voir 70 (nombre). Pour les autres significations, voir 70 (homonymie).
Pour l’article ayant un titre homophone, voir Septante.
L'année 70 est une année commune qui commence un lundi.

## Événements
- Afrique : expédition du Romain Septimus Flaccus dans le Sud de l'Égypte[1]. Il atteint vraisemblablement Bilma.
- La prise de Jérusalem par Titus déclenche une nouvelle révolte Juive en Cyrénaïque, qui est durement réprimée. Les persécutions contre les judéo-chrétiens s’intensifient en Égypte[2].

- Pendant 48 jours, des astronomes chinois observent l'apparition d'un nouvel astre dans le ciel (étoile invitée de 70) dans la direction de l'actuelle constellation du Lion. Il s'agissait probablement d'une nova[3].

### Proche-Orient

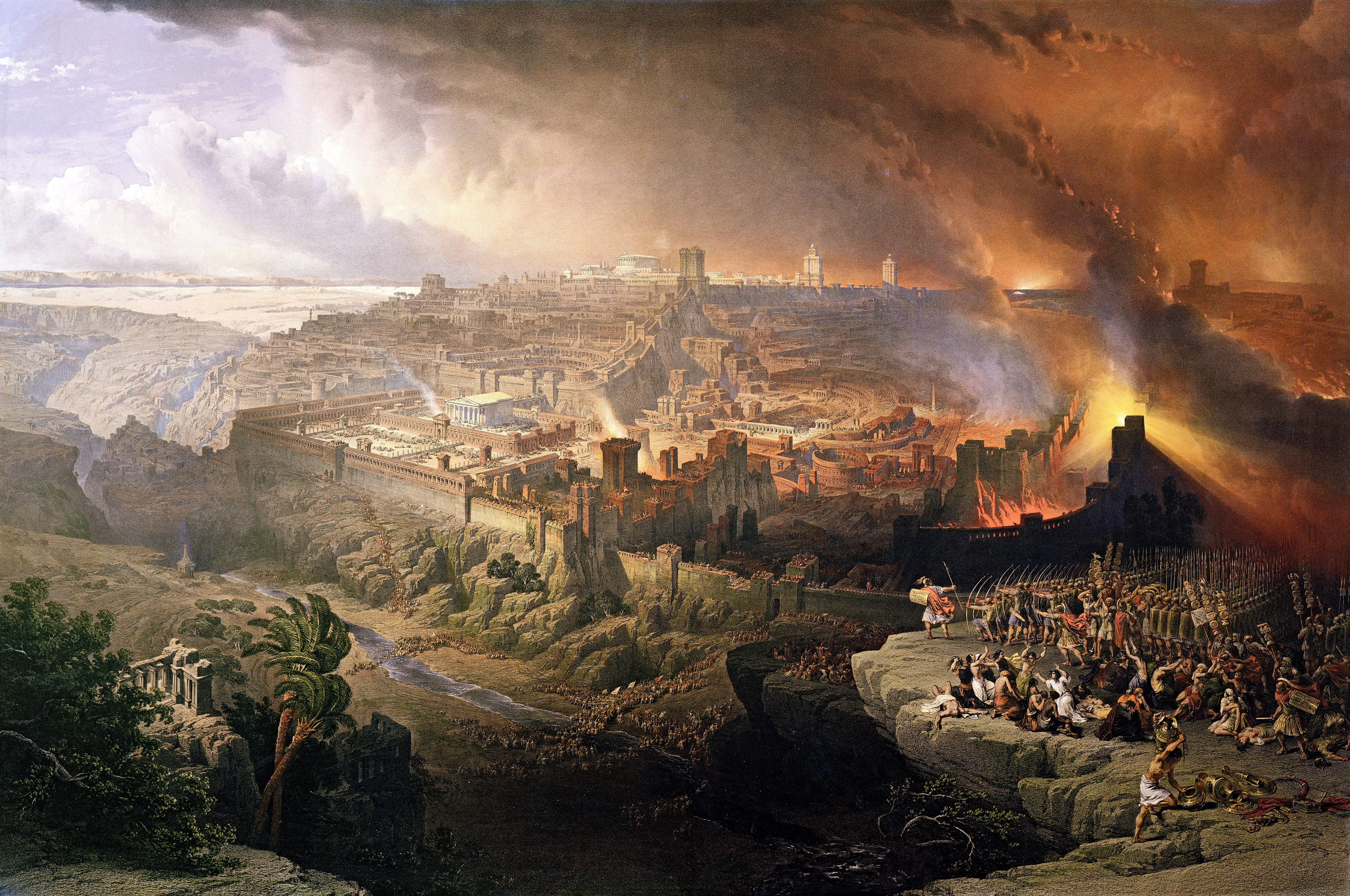
Siège de Jérusalem ; toile attribuée à David Roberts, 1850

- Avril :  le général romain Titus, fils de Vespasien, commence le siège de Jérusalem[4].
- 14 avril, Pâque : le chef zélote Eléazar est surpris dans le Temple de Jérusalem et contraint de se soumettre à Jean de Gischala[4].
- 25 mai : les Romains passent l’enceinte extérieure de Jérusalem[5].
- 30 mai : prise du deuxième rempart[6].
- 24 juillet : les Romains s'emparent de la forteresse Antonia[5].
- 29 juillet : les Romains s'emparent du Temple de Jérusalem[5].
- 30 août : incendie du Temple en dépit de la volonté de Titus[7].
- 25 et 26 septembre : assaut final contre Jérusalem, qui est rasée[5].

- Vespasien fait de la Judée une province impériale proprétorienne[8]. Après la destruction du Temple, il institue le Fiscus judaicus : Les Juifs sont assujettis à un impôt spécial dans tout l'Empire romain, affecté au temple de Jupiter capitolin[9].

### Europe

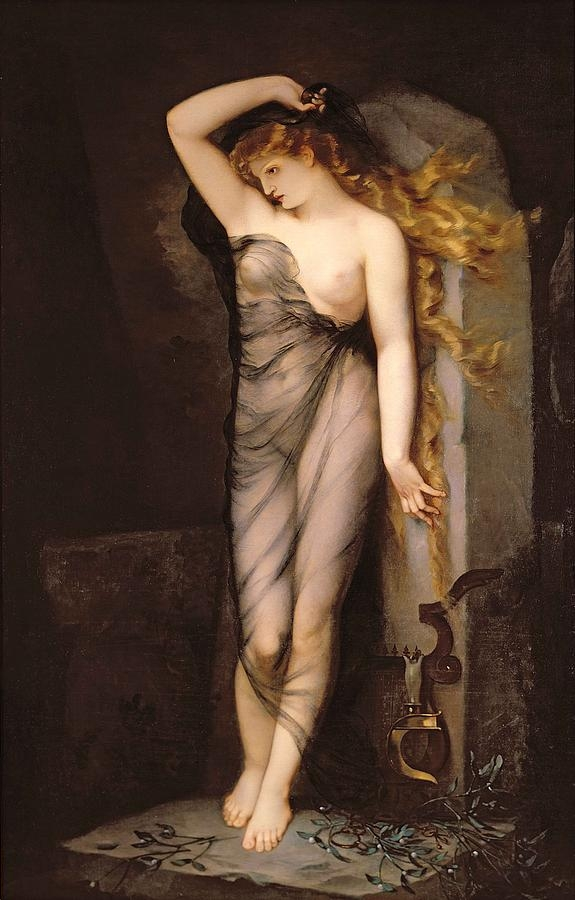
La prophétesse bructère Velléda encourage la révolte en annonçant la victoire de l'empire des Gaules. Toile de Charles Voillemot, avant 1893

- 8-10 janvier[10]: révolte en Gaule belgique conduite par le Lingon Julius Sabinus et les Trévires Julius Classicus et Julius Tutor ; ils convoquent une assemblée à Cologne composée de notables Ubiens, Tongres, Trévires et Lingons qui décident la fondation d'un empire des Gaules. Classicus et Tutor parviennent à rallier à leur cause les légions de Novaesium, puis des autres villes fortifiés de la frontière du Bas-Rhin ; le général romain Caius Dillius Vocula  est assassiné[11].
- Début mai : assemblée des Gaules à Reims, qui se rallie à Vespasien[12].
- Fin mai : Vespasien envoie en Gaule le général Petilius Cerialis[13].
- Vers le 10 juin[13] : Cerialis s'empare de Tréves et capture le chef trévire Valentinus ; il pardonne solennellement aux légions révoltées et harangue Trévires et Lingons[14].
- Juin : Vespasien entre à Rome[15].
- Début juillet[13] : Caius Julius Civilis, Classicus et Tutor échouent contre Petilius Cerialis devant Trèves[14]. Ils se replient vers le Nord jusqu'à Vetera castra.
- Août : Petilius Cerialis bat Civilis et ses alliés à Vetera castra, près de Cologne. Ils se retirent encore plus au nord[13]. Civilis rassemble le reste de ses partisans dans l'île Batave courant septembre[16]. Après quelques combats sur le Rhin, un accord de paix est conclu à la fin de l'année[14].
- Septembre-octobre : Marcus Ulpius Traianus devient consul suffect (c'est le père du futur Trajan)[15].

- Julius Sabinus, chef des révoltés gaulois, et sa femme Éponine vivent cachés jusqu’en 79 avant d’être capturés et exécutés par les Romains[17].
- La paix est rétablie sur le Danube. La présence militaire romaine est renforcée. Deux flottes[18] sont associées aux forts et aux camps romains[19].
- Incendie d'Argentorate (Strasbourg) et de la quasi-totalité des camps militaires de la vallée du Rhin, mais aussi de nombreuses villes entre Rhin et Moselle (Metz, Saverne, Seltz, Ehl, Ébange-et-Daspich, Boucheporn), attesté par l'archéologie[20].
- Annexion de l'île de Samothrace à l'Empire romain par Vespasien[21].

## Naissances en 70
- Marinos de Tyr (date possible).
- Démonax (date possible).
- Ménélaos d'Alexandrie (date possible).
- Polycarpe de Smyrne (date possible).

## Décès en 70
- Janvier; (Vitellius) Germanicus, fils de l'empereur Vitellius, exécuter sur ordre de Vespasien.
- mars?; Julius Briganticus
- Caius Julius Civilis, prince Batave en révolte contre Rome.
- Héron d'Alexandrie, savant (date approximative).